# Jan van Batenburg
 Jan van Batenburg (ongeveer 1495 – Vilvoorde, 1538) was de leider van de Batenburgers, ook genoemd de Zwaardgeesten, een radicale groep van anabaptisten. Deze beweging kende een korte bloeiperiode na de Münsterse rebellie in 1534.

## Achtergrond
Steevast wordt hij – zonder bronvermelding – aangeduid als een bastaardzoon uit de adellijke Gelderse familie van die naam, of als zoon van Dirk van Batenburg. Dit zou kunnen verwijzen naar Dirk van Batenburg, gehuwd met Swana Harff, de grootvader van de gebroeders Gijsbert en  Dirk van Bronckhorst-Batenburg die in 1568 in Brussel zijn onthoofd. Voorts zou hij vóór 1530 burgemeester van Steenwijk in Overijssel zijn geweest.
De sympathie van Jan van Batenburg lag oorspronkelijk bij de revolutionaire anabaptisten in de Duitse stad Münster. In deze stad, die het nieuwe Jeruzalem werd genoemd, probeerden in 1534 radicale anabaptisten een theocratie te vestigen. In juni 1535 verdreef echter de rooms-katholieke bisschop Frans van Waldeck met zijn troepen de anabaptisten uit Münster.

## Batenburgers
Jan van Batenburg kreeg na 1535 een groep van honderden geloofsgenoten in Friesland en Groningen als zijn volgelingen en werd leider van de Zwaardgeesten, die nog radicaler waren dan de Münsterse anabaptisten. Deze batenburgers maakten het land onveilig en brachten vredelievende anabaptisten in diskrediet.
In Bocholt kwamen in 1536 na de ramp in Münster de doopsgezinden bijeen om hun onderlinge onenigheid te bezweren over de vraag of het geweld ook na de val van Münster mocht worden toegepast. Tegenover de Münstersen van Jan van Leiden en de nog militantere batenburgers, die geweld goedkeurden als verdediging en als middel om een betere en vromere aarde te verkrijgen, stonden de volgelingen van Melchior, van David Joris en van Menno Simons, die een pacifistische lijn voorstonden en de goddelijke wraak op de goddelozen liever aan God overlieten.

## Brandstapel
Jan van Batenburg was slechts een korte tijd in staat zijn leer te verspreiden. In december 1537 werd hij gevangengenomen in Vilvoorde in Brabant. In de gevangenis werd hem in februari 1538 een bekentenis afgedwongen waarbij hij vele anabaptisten heeft verraden. Hij is uiteindelijk in 1538 op de brandstapel ter dood gebracht.